# آرامگاه امیر اویس
مقبره امیر اویس معروف به سنگ سفید مربوط به سدهٔ ۹ ه‍.ق است. این مقبره در محله محال اردستان واقع شده و این بنای تاریخی در تاریخ ۲۷ مرداد ۱۳۶۴ با شمارهٔ ثبت ۱۶۹۹ به‌عنوان یکی از آثار ملی ایران به ثبت رسیده است.

## آشنایی با امیر اویس
امیر اویس ملقب به «جلال الدوله» یا «شمس الدوله» از بزرگان دولت شاه اسماعیل صفوی بوده است. وی در سال ۸۹۰ هجری قمری به دنیا آمد. مذهب ا‌و شیعه و به تصوف مایل بوده است. وی مردی شجاع و دلاور بوده و در جنگ پس از خون ریزی‌های زیاد در سن سی سالگی در تاریخ هفدهم رمضان سال ۹۲۰ هجری قمری بدرود حیات گفت. 

## نگارخانه

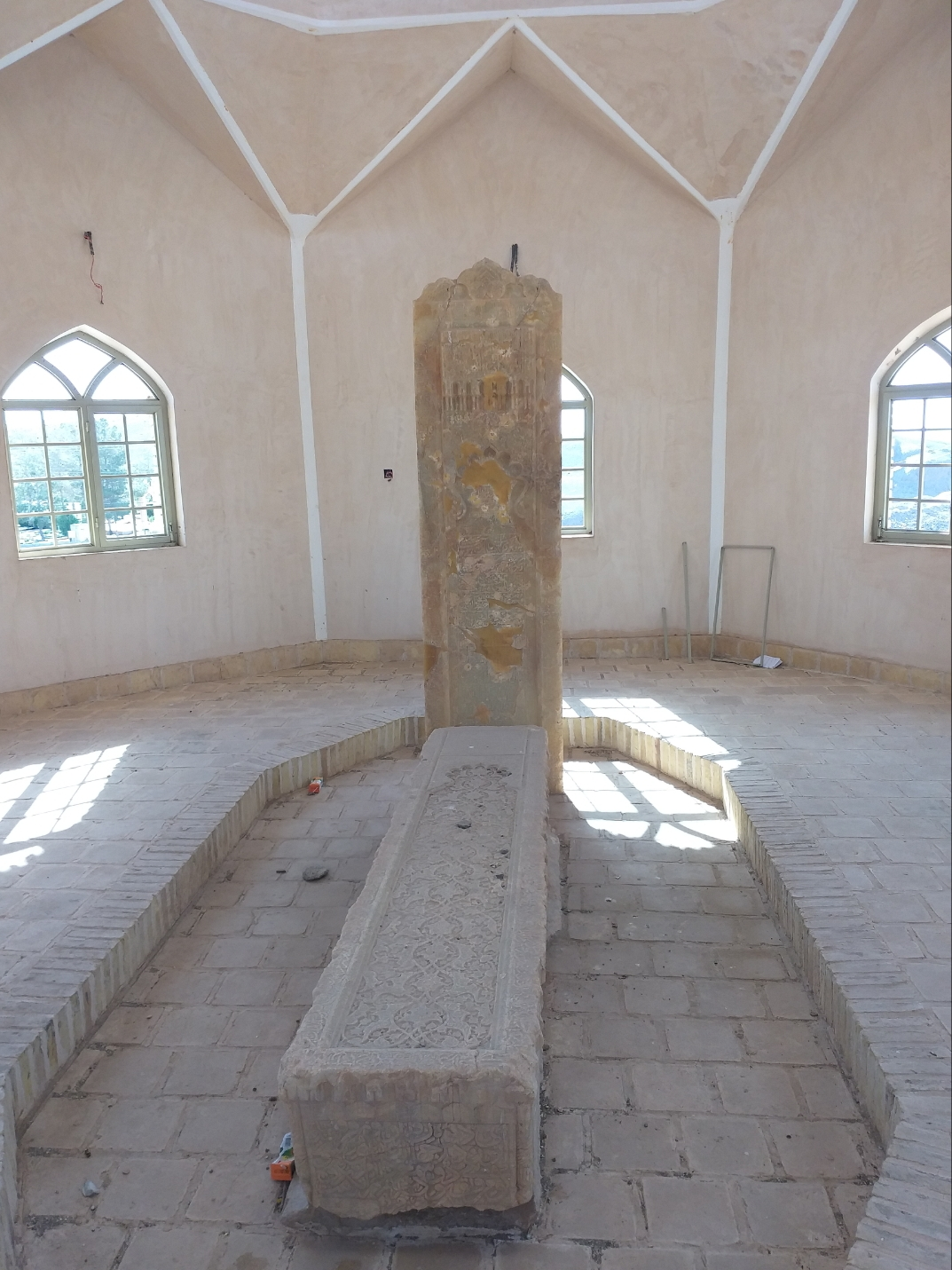
آرامگاه امروزی و سنگ قبر امیر اویس
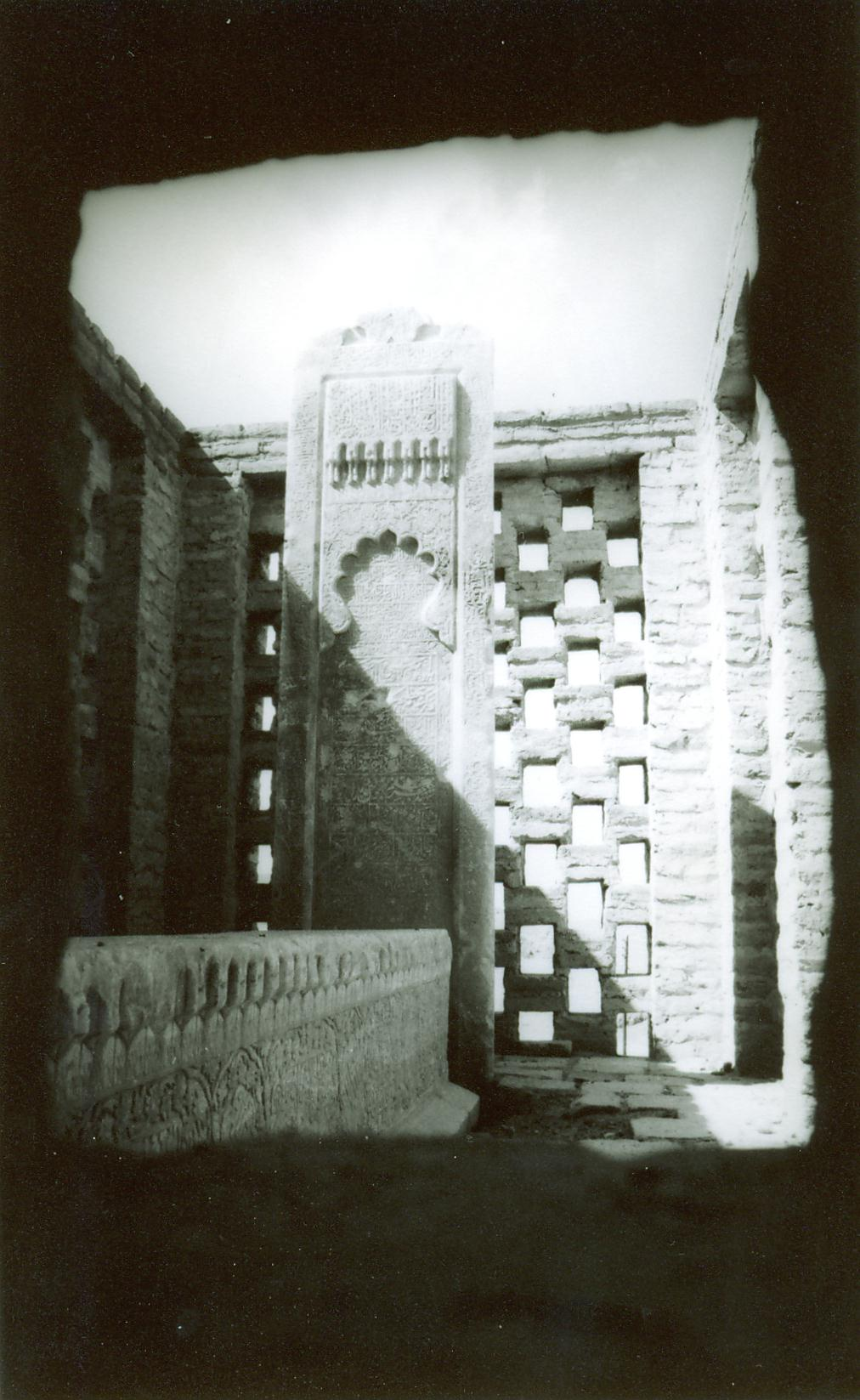
تصویر قدیمی از سنگ قبر امیر اویس
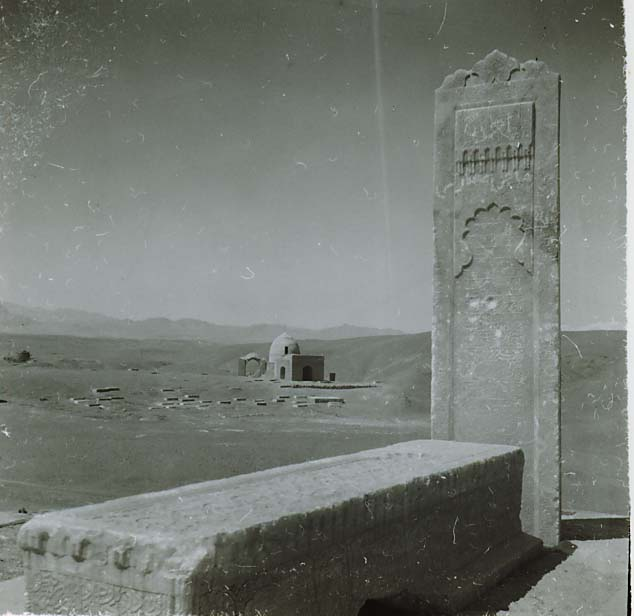
تصویر قدیمی از سنگ قبر امیر اویس
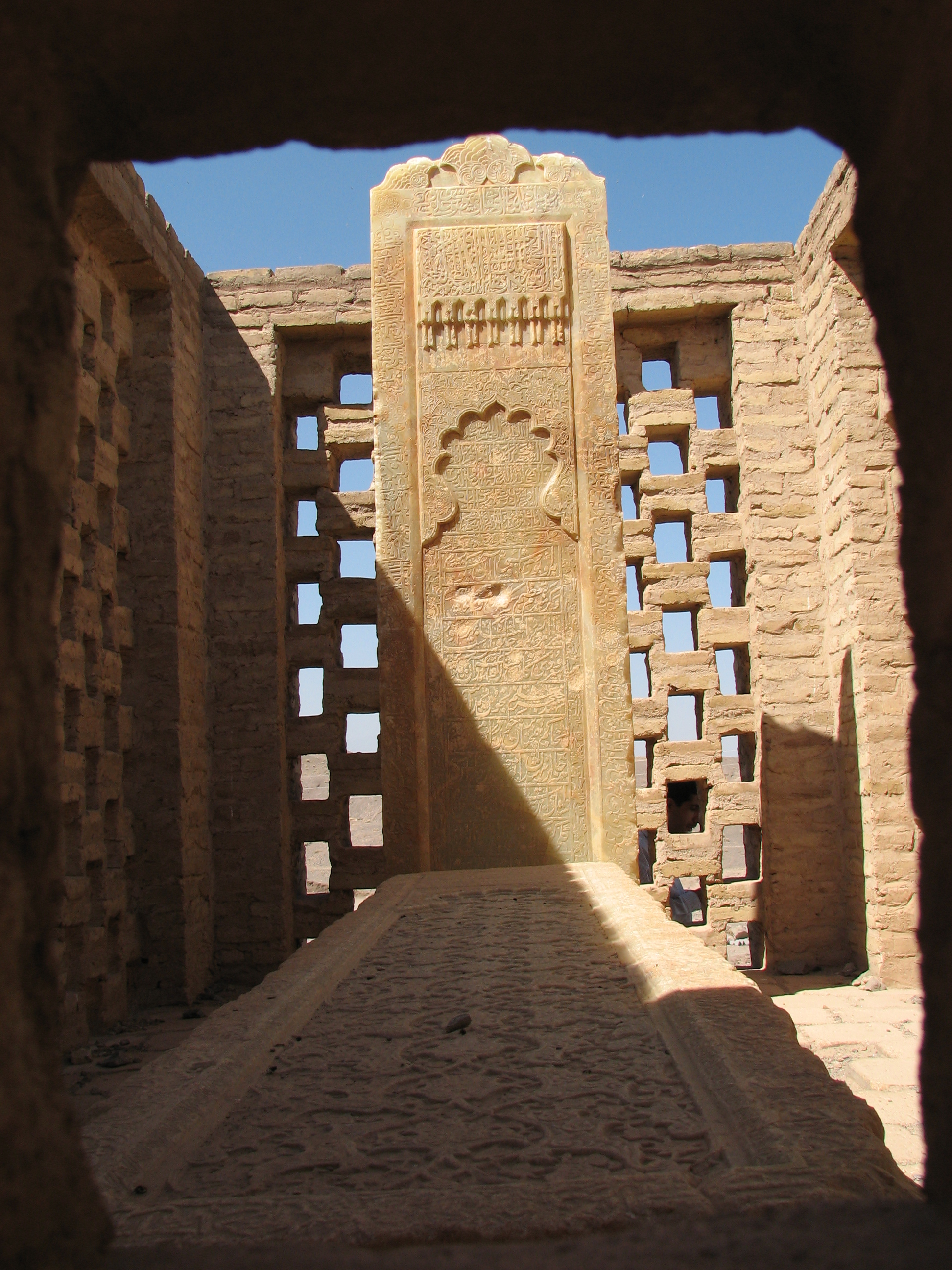
تصویر آرامگاه پیشین و سنگ قبر امیر اویس